# Young Jessie
Obediah Donnell Jessie (Lincoln Manor, 28 december 1936 – 27 april 2020) was een Amerikaanse jazz-, r&b-, soul-, rock-'n-roll- en jumpblues-zanger en songwriter. Hij nam op als Young Jessie in de jaren 1950 en 1960 en stond bekend om zijn solocarrière, werk met The Flairs en een korte periode in The Coasters. Later trad hij op en nam hij jazz op als Obie Jessie.

## Biografie
Jessie's vader was kok maar had geen muzikale achtergrond. Zijn moeder Malinda (geboren Harris) was erg muzikaal en speelde piano en andere instrumenten. Ze had een korte muzikale carrière onder de naam Plunky Harris. Aan de kant van de familie van zijn moeder was Jessie ook verwant aan bluesmuzikant Blind Lemon Jefferson.
In 1946 verhuisde hij met zijn gezin naar Los Angeles, waar hij muziek begon te studeren en de zanggroep The Debonaires oprichtte, waartoe ook Richard Berry behoorde. De groep nam in 1953 het nummer I Had A Love van Jessie op en de single werd uitgebracht onder de naam The Hollywood Blue Jays. Ze noemden zichzelf toen The Flairs en wonnen een platencontract bij Modern Records. In 1954 tekende Jessie echter een solo-contract met de producenten Jerry Leiber & Mike Stoller en begon hij op te nemen als Young Jessie.
In 1955 schreef en nam hij de single Mary Lou op, later gecoverd door Ronnie Hawkins in 1959, Steve Miller Band in 1973, Bob Seger in 1976, Gene Clark in 1977, Frank Zappa in 1983 en The Oblivians in 1997. In 1956 bracht hij Hit Git And Split uit, geschreven in samenwerking met Buck Ram en opgenomen in New York met gitarist Mickey Baker. Hij nam ook kort op met The Coasters in 1957 (inclusief harmoniezang op Searchin' en Young Blood) en verscheen op platen van The Crescendos en Johnny Morisette en was tevens schrijver voor opnamen van andere artiesten, waaronder The Chargers en Jimmy Norman. Hij bracht in 1957 de single Shuffle In the Gravel/Make Believe uit, opnieuw geproduceerd door Leiber en Stoller bij het Atco-label. Jessie ging daarna verder met het opnemen van jazz voor Capitol Records, nieuwe platen voor Mercury Records in de vroege jaren 1960 en soulballads voor het Vanessa-label in 1963, maar met weinig commercieel succes. Hij nam in de jaren 1960 wat onuitgebracht materiaal op voor Jake Porter. Hij maakte ook een album met nummers, die eigendom waren van Harvey Fuqua in de jaren 1970 en die nooit werden uitgebracht. In 1972 nam hij een single op als Obe Jessie & The Seeds Of Freedom voor Stone Dogg Records.
Hij vormde ook de jazzband de Obie Jessie Combo, die clubdates speelde en in 1976 werd hij muzikaal leider van Esther Phillips. In 1982 toerde hij door Europa, nam jazz op in Duitsland en in 1983 trad hij op in een r&b jamboree in Londen, waar hij naar verluidt het publiek verbaasde met een charismatisch optreden. Hij trad ook op met Leon Hughes' groep The Coasters. Als Obie Jessie bracht hij later verschillende jazzalbums uit, waaronder What Happened To Jr. (1995), Here To Life (2002) en New Atmosphere (2009). Hij nam ook op met saxofonist Bob Miles uit Atlanta en trad op met het nummer People The Time Has Come met tekst van Nadim Sulaiman Ali.

## Privéleven en overlijden
Zijn jongere broer DeWayne Jessie werd acteur en werd bekend als Otis Day in de film National Lampoon's Animal House. Twee van de vier kinderen van Young Jessie zongen in de jaren 1980 in de groep Wizdom. Young Jessie overleed in april 2020 op 83-jarige leeftijd.

## Discografie

### Singles
- 1954: I Smell A Rat/Lonesome Desert (Modern)
- 1955: Mary Lou/Don't Think I Will (Modern)
- 1955: Nothing Seems Right/Do You Love Me (Modern)
- 1956: Hot Dog (Modern) (niet uitgebracht) (Elvis Presley nam dit eerder op)
- 1956: Hit Git And Split/It Don't Happen No More (Modern)
- 1956: Oochie Coochie/Here Comes Henry (Modern)
- 1957: Shuffle In The Gravel/Make Believe (Atco)
- 1958: Shuffle In The Gravel/Make Believe (UK London)
- 1958: Margie/That's Enough For Me (Atlantic)
- 1958: Shuffle In The Gravel/Make Believe (Atco)
- 1959: Lulu Belle/The Wrong Door (Capitol)
- 1961: Teacher, Gimme Back/My Country Cousin (Mercury)
- 1962: Be Bop Country Boy/Big Chief (Mercury)
- 1963: I'm A Lovin' Man/Too Fine For Cryin'2 (Mercury)
- 1963: Mary Lou/You Were Meant For Me (Mercury)
- 1963: Make Me Feel A Little Good/Brown Eyes (Vanessa)
- 1964: Young Jessie's Bossanova Part 1/Part 2 (Bit)
- 1972: Who's The Blame/Beautiful Day My Brother (Stone Dogg) (uitgebracht als Obe Jessie & The Seeds Of Freedom)

### Albums
- 1963: Chuck Jackson And Young Jessie (Crown)
- 1982: Superlights Quintet
- 1983: R & B Jamboree (Ace)
- 1985: Hit Git And Split (Ace)
- 1987: Shuffle In The Gravel (Mr. R&B) (uitgebracht in Zweden)
- 1987: Shufflin And Jivin (Ace)
- 1995: I'm Gone (Ace)

#### As Obie Jessie
- 1995: What Happened To Jr. (Solar)
- 2002: Here’s To Life (Jazz Family)
- 2009: New Atmosphere (Jazz Family)

- Bibliothèque nationale de France: cb139013424 (data)
- International Standard Name Identifier: 0000 0001 1466 4033
- Library of Congress Control Number: n89620421
- MusicBrainz: b07f2b3e-ebea-4738-9197-628c94e5ed2f
- Virtual International Authority File: 4075579
- WorldCat: E39PBJmHFrpk3vD7rCd8GQY773